# Golpe de Estado en Sierra Leona de 1992
El Golpe de Estado en Sierra Leona de 1992 ocurrió el 29 de abril de ese año. Perpetrado por un grupo de jóvenes militares liderados por el capitán Valentine Strasser, de 25 años, significó el derrocamiento del gobierno del presidente Joseph Saidu Momoh.

## Antecedentes
Sierra Leona había sido gobernada desde 1968 por el Congreso de Todo el Pueblo, que, después de un referéndum constitucional en 1978 marcado por el fraude electoral, se convirtió en el único partido político legal del país. La corrupción y la mala gestión habían sido rampantes, tanto durante el gobierno del primer Presidente, Siaka Stevens, entre 1971 y 1985, como el de su sucesor impuesto, Joseph Saidu Momoh.

### Preludio
En marzo de 1991, el país se vio sumido en la guerra civil de Sierra Leona, enfrentando al gobierno de Momoh contra el invasor Frente Revolucionario Unido, bajo el mando de Foday Sankoh. Los soldados gubernamentales de primera línea estaban mal abastecidos y alimentados, no recibían equipamiento militar por parte del gobierno y algunos se quejaron de que no les habían pagado durante tres meses. Un joven militar, el capitán Valentine Strasser, fue testigo de primera mano de las deplorables condiciones de los soldados cuando fue asignado a una unidad que luchaba contra los rebeldes. Cuando recibió una herida de metralla, se disgustó al descubrir que no podía ser evacuado 

## Desarrollo del golpe
Después de múltiples llamamientos desatendidos, Strasser y otros oficiales subalternos organizaron un golpe de Estado. Liderados por Strasser y dos de sus mejores amigos, el sargento Solomon Musa y el capitán Sahr Sandy, los militares tomaron un convoy desde Kailahun hasta Freetown, la capital del país, y se marcharon hasta apoderarse de la Casa del Estado, donde se encontraba la oficina de Momoh, aunque Momoh no había llegado allí a esa hora.
La Casa del Estado fue brevemente recuperada por tropas leales al gobierno, pero pronto volvió a caer en manos de los insurrectos. Cuando encontraron a Momoh, lo enviaron al exilio en helicóptero a Guinea. Ante el inminente vacío de poder, Strasser asumió como jefe de Estado.

## Consecuencias
Joseph Opala, un historiador estadounidense que había pasado gran parte de su vida adulta en el país, fue detenido y enviado al embajador estadounidense para ver si el gobierno estadounidense reconocería al nuevo régimen. El embajador afroamericano Johnny Young afirmó que, aunque en general no se hacía, en este caso se haría una excepción porque el gobierno anterior no había sido elegido democráticamente y también por el estado desesperado del país.
Prohibiendo todos los partidos políticos, se formó el Consejo Nacional Provisional de Gobierno (CNPG) como nuevo gobierno. El Parlamento fue disuelto.
Con solo 25 años, Strasser se convirtió en el jefe de Estado más joven del mundo. Gobernaría hasta 1996, cuando fue derrocado por un nuevo Golpe de Estado liderado por sus compañeros del CNPG que estaban inconformes con su manejo de las negociaciones de paz en la guerra civil.